# 그리드 (드라마)
《그리드》(영어: Grid)는 디즈니+에서 2022년 2월부터 방영중인 대한민국의 미스터리, 공상 과학, 스릴러, 액션 드라마이다.

## 줄거리
태양풍으로부터 인류를 구원한 방어막 '그리드'를 탄생시킨 채 사라진 미지의 존재 '유령'이 24년 만에 살인마의 공범으로 다시 나타난 후, 저마다의 목적을 위해 그를 쫓는 사람들의 이야기를 그린 미스터리 추적 스릴러

## 제작진

### 연출
- 리건 - 영화 《신의 한 수: 귀수편》 감독
- 박철환 - 영화 《10억》 조감독
- 권혁찬 - 《시크릿 가든》, 《내게 거짓말을 해봐》, 《천일의 약속》, 《신사의 품격》, 《주군의 태양》, 《신데렐라와 네 명의 기사》, 《남자친구》 감독

### 극본
- 이수연

## 등장인물

### 주요 인물
- 서강준: 김새하 역 - 본명 권새하, 그리드 한국 전담기관 관리국 산하 사무국 직원 (중학생 새하 : 최승훈, 9살 : 김시우, 6살 : 김지우)
- 김아중: 정새벽 역 - 송제경찰서 형사과 과학수사대 형사 (어린 새벽 : 소아린)
- 김무열: 송어진 역 - 그리드 한국 전담기관 관리국 산하 사무국 직원, 새벽의 전남편
- 김성균: 김마녹 역 - 본명 이시원, 97년 당시 전파연구소 청소부 이장혁의 아들 (어린 시원 : 김지훈)
- 이시영: 유령 역

### 그리드 한국 전담기관
- 장소연 : 최선울 역 - 그리드 한국 전담기관 관리국 부국장
- 송상은 : 채종이 역 - 그리드 한국 전담기관 관리국 산하 사무국 직원
- 이규회 : 한위한 역 - 그리드 한국 전담기관 관리국 보안실장
- 김형묵 : 조흥식 역 - 그리드 한국 전담기관 관리국 국장
- 허준석 : 임지유 역 - 그리드 한국 전담기관 관리국 특수 수사대 소속 소령
- 권혁 : 그리드 한국 전담기관 관리국 조정실장 역
- 최권 : 그리드 한국 전담기관 관리국 특수 수사대 대원 역
- 안성봉 : 그리드 한국 전담기관 관리국 특수 수사대 대원 역
- 김민송 : 그리드 한국 전담기관 관리국 특수 수사대 대원 역
- 박준혁 : 그리드 한국 전담기관 관리국 특수 수사대 대원 역
- 정기섭 : 2005년 당시 그리드 한국 전담기관 관리국 국장 역

### 송제경찰서 수사팀
- 조희봉 : 고한승 역 - 송제서 수사1팀 팀장
- 심완준 : 송제서 수사1팀 형사 역
- 김영성 : 송제서 수사1팀 형사 역
- 김성인 : 송제서 어린 형사 역

### 그 외
- 공상아 : 김민선 역 - 새하의 어머니
- 정원중 : 산자부 장관 역
- 차선우 : 정힘찬 역 - 정새벽의 동생
- 주석제 : 국과수 주무관 역
- 변중희 : 손칼국수집 할머니 역
- 윤수혁 : 민련당 김한석 의원 보좌관 역
- 백승철 : 이장혁 역 - 97년 당시 전파연구소 청소부, 당시 유령으로 추정되는 인물에게 살해당했다.
- 서승원 : 전파연구소 사건 현장에 가장 먼저 도착한 구급대원 역
- 김곽경희 : 지하철 청소부 역
- 임승범 : 97년 당시 전파 연구소 연구원 (7화)

### 특별 출연
- 이해영 (중년) / 서강준 (청년) : 권수근 역 - 새하의 친부, 97년 당시 전파연구소 제 1연구실 연구과장 / 뒤바뀐 21년 정공 화학 공업의 사장이자 방사성 요오드 치료제 개발자
- 유재명 : 유령과 같은 장치를 가지고 있는 남자1
- 이기홍 : 유령과 같은 장치를 가지고 있는 남자2

## 참고 사항
- 김아중, 김형묵은 영화 《나쁜 녀석들: 더 무비》 이후로 3년만에 재회하는 작품이다.
- 김무열, 이시영은 OCN 주말드라마 《아름다운 나의 신부》 이후로 7년만에 재회하는 작품이다.
- 김무열, 허준석은 영화 《침입자》 이후로 2년만에 재회하는 작품이다.
- 김무열, 유재명은 영화 《악인전》 이후로 3년만에 재회하는 작품이다.
- 김성균, 김형묵은 SBS 금토드라마 《열혈사제》 이후로 4년만에 재회하는 작품이다.